# Pablo Solari
Pablo Solari, né le 22 mars 2001 à Arizona en Argentine, est un footballeur argentin qui évolue au poste d'ailier droit au Spartak Moscou.

## Biographie

### En club

#### Débuts à Colo Colo
Né à Arizona, dans la province de San Luis en Argentine, Pablo Solari est formé au CA Talleres, mais c'est au Chili, avec le club de Colo-Colo où il est prêté le 20 novembre 2020, qu'il commence sa carrière professionnelle. Il joue son premier match le 5 décembre 2020 contre le CD Huachipato, lors d'une rencontre de première division chilienne. Il entre en jeu à la place de Matías Fernández lors de cette rencontre qui se solde par un match nul (2-2).
Le 3 février 2021, le prêt de Solari est prolongé jusqu'à la fin de l'année.

#### River Plate
Le 18 juillet 2022, Pablo Solari rejoint River Plate. Il signe un contrat courant jusqu'en décembre 2022. 
Il joue son premier match sous ses nouvelles couleurs dès le 22 juillet suivant, lors d'une rencontre de championnat face au Gimnasia La Plata. Il entre en jeu à la place de Santiago Simón et son équipe l'emporte par un but à zéro. Le 14 août 2022, Solari marque ses deux premiers buts pour River Plate, face au Newell's Old Boys, en championnat. Titulaire, il participe à la victoire de son équipe par quatre buts à un.
Le 1er septembre 2022, Pablo Solari réalise un triplé lors d'une rencontre de coupe d'Argentine face au Defensa y Justicia. Titularisé, il contribue avec ses trois buts à la victoire de son équipe (0-4 score final),.
Le 24 juillet 2023, Solari inscrit de nouveau deux buts lors d'une rencontre de championnat face à Rosario Central. Il délivre également une passe décisive en plus de ses deux buts et les deux équipes se neutralisent (3-3 score final). Le 2 août 2023, remplaçant au coup d'envoi, il inscrit un doublé face à l'Internacional en 16e de finale aller de la Copa Libertadores, donnant la victoire à son club.

#### Spartak Moscou
Le 11 février 2025, Pablo Solari rejoint le Spartak Moscou. Il signe un contrat de quatre ans et demi, soit jusqu'en juin 2029.

### En sélection
Pablo Solari représente l'équipe d'Argentine des moins de 20 ans pour un total de deux matchs joués en 2019.
En octobre 2023, Solari est convoqué pour la première fois avec l'équipe d'Argentine olympique pour préparer le tournoi pré-olympique de la CONMEBOL au Venezuela, avec pour objectif la participation aux Jeux Olympiques de Paris 2024. L'Argentine s'impose face au Brésil (1-0) lors de la dernière journée, ce qui élimine le rival historique et permet à l’Albiceleste de finir deuxième de la compétition et ainsi de se qualifier pour les Jeux olympiques 2024.

## Palmarès

### En club
| Colo-Colo (3) : | River Plate (2) :                                                                                 |
| --- | ------------------------------------------------------------------------------------------------- |
| - Coupe du Chili (1) - Vainqueur : 2021 - Championnat du Chili (1) - Champion : 2022 - Supercoupe du Chili (1) - Vainqueur : 2022 | - Championnat d'Argentine (1) - Champion : 2023 - Supercoupe d'Argentine (1) : - Vainqueur : 2023 |

### En sélection
| Argentine olympique :                       |
| ------------------------------------------- |
| - Tournoi pré-olympique : - Deuxième : 2024 |

### Récompenses individuelles
- Meilleur joueur de la Coupe du Chili 2021[15]
- Membre de l'équipe de l'année du Championnat du Chili 2022[16]

## Statistiques
| Saison                | Club                  | Championnat           | Championnat | Championnat | Championnat | Coupe nationale | Coupe nationale | Coupe nationale | Coupe de la Ligue | Coupe de la Ligue | Coupe de la Ligue | Supercoupe | Supercoupe | Supercoupe | Compétition(s) continentale(s) | Compétition(s) continentale(s) | Compétition(s) continentale(s) | Compétition(s) continentale(s) | Total | Total | Total |
| Saison                | Club                  | Division              | M.          | B.          | P.d.        | M.              | B.              | P.d.            | M.                | B.                | P.d.              | M.         | B.         | P.d.       | Comp.                          | M.                             | B.                             | P.d.                           | M.    | B.    | P.d.  |
| 2020                  | Colo-Colo (prêt)      | Primera División      | 9           | 1           | 1           | -               | -               | -               | -                 | -                 | -                 | 1          | 0          | 0          | -                              | -                              | -                              | -                              | 10    | 1     | 1     |
| 2021                  | Colo-Colo (prêt)      | Primera División      | 28          | 4           | 2           | 6               | 4               | 4               | -                 | -                 | -                 | -          | -          | -          | -                              | -                              | -                              | -                              | 34    | 8     | 6     |
| 2022                  | Colo-Colo             | Primera División      | 17          | 5           | 3           | 1               | 0               | 0               | -                 | -                 | -                 | 1          | 0          | 0          | CL+CS                          | 6+2                            | 1+1                            | 1+0                            | 27    | 7     | 4     |
| Sous-total            | Sous-total            | Sous-total            | 54          | 10          | 6           | 7               | 4               | 4               | -                 | -                 | -                 | 2          | 0          | 0          | -                              | 8                              | 2                              | 1                              | 71    | 16    | 11    |
| 2022                  | River Plate           | Primera División      | 17          | 5           | 0           | 2               | 3               | 0               | -                 | -                 | -                 | -          | -          | -          | -                              | -                              | -                              | -                              | 19    | 8     | 0     |
| 2023                  | River Plate           | Primera División      | 21          | 5           | 8           | 2               | 0               | 0               | 14                | 4                 | 1                 | 2          | 0          | 1          | CL                             | 8                              | 3                              | 2                              | 47    | 12    | 12    |
| 2024                  | River Plate           | Primera División      | -           | -           | -           | -               | -               | -               | 2                 | 2                 | 0                 | -          | -          | -          | CL                             | -                              | -                              | -                              | 2     | 2     | 0     |
| Sous-total            | Sous-total            | Sous-total            | 38          | 10          | 8           | 4               | 3               | 0               | 16                | 6                 | 1                 | 2          | 0          | 1          | -                              | 8                              | 3                              | 3                              | 68    | 22    | 13    |
| Total sur la carrière | Total sur la carrière | Total sur la carrière | 92          | 20          | 14          | 11              | 7               | 4               | 16                | 6                 | 1                 | 4          | 0          | 1          | -                              | 16                             | 5                              | 4                              | 139   | 38    | 24    |